# Curious K.
Curious K.（キュリオス・ケー）は、2006年に結成された小室哲哉を中心とした作曲家集団。

## 参加作品
- 2006年 WaT 「Ready Go!」
- 2006年 ハロー!プロジェクト 「Ready Go!」 （プッチベスト7に収録）
- 2007年 ウエンツ瑛士／小池徹平 「Awaking Emotion 8/5/my brand new way」